# Мич Кълин
Мич Кълин (на английски: Mitch Cullin) е американски писател, автор на бестселъри в жанровете съвременен роман, трилър и криминален роман.

## Биография и творчество
Роден и на 23 март 1968 г. Санта Фе, Ню Мексико, САЩ, в семейството на Чарлз Кълин, писател и режисьор, и Шарлот Кълин, художничка и учителка. Има шотландско-ирландски и чероки произход.
Учи в Университета на Хюстън. Там се сприятелява с писателката Мери Гейтскил, която става негов ментор. След колежа се превества в Тусон, Аризона, за да пише. Първоначално публикува разкази, някои от които са удостоени с награди.
Първият му роман „Whompyjawed“ от трилогията „Тексас“ е публикуван през 1999 г. Третата част от трилогията е екранизирана във филма „Земя на приливите“ с участието на Джеф Бриджис и Дженифър Тили.
През 2005 г. е издаден криминалният му роман „Г-н Холмс. Лек мисловен трик“. Пенсиониралият се 93-годишен Шерлок Холмс живее спокойно през 1947 година в Съсекс, заедно с икономката си и нейния син, отглежда пчели и се бори с все по-отслабващата си памет, докато един неразрешен случай, отпреди петдесет години, го отвежда в Япония, за да приложи своя безпогрешен детективски метод. През 2015 г. романът е екранизиран във филма „Мистър Холмс“ с участието на Иън Маккелън и Лора Лини.
Мич Кълин живее в Аркадия, Калифорния и Токио, Япония.

## Произведения

### Самостоятелни романи
- The Cosmology of Bing (2001)
- Undersurface (2002)
- The Post-War Dream (2008)
- Everything Beautiful Is Far Away (2014) – с Питър Чанг

### Серия „Тексас“ (Texas)
1. Whompyjawed (1999)
2. Branches (2000)
3. Tideland (2000)

### Серия „Шерлок Холмс“ (Holmes)
1. A Slight Trick of the Mind (2005) 
Г-н Холмс: Лек мисловен трик, изд. „Интенс“, София (2014), прев. Венцислав Венков
2. Mr Holmes (2015)

### Сборници
- From the Place in the Valley Deep in the Forest (2001)

### Екранизации
- 2015 Mr. Holmes – по романа „A Slight Trick of the Mind“
- 2005 Земя на приливите, Tideland – по романа

### Филмография
- 2006 I Want to Destroy America – документален, продуцент и режисьор с Питър Чанг
- 2008 Tokyo Is Dreaming – документален, продуцент и режисьор с Питър Чанг